# 布蘭齊夫卡
50°36′12″N 35°12′9″E / 50.60333°N 35.20250°E
布蘭齊夫卡（烏克蘭語：Бранцівка）是位於烏克蘭東北部的村莊，由蘇梅州蘇梅區的克拉斯諾皮利亞市鎮負責管轄。該村處於傑爾諾瓦河畔，距離洛佐韋和波利亞涅2.5公里，海拔高度147米，2001年人口696。